# Nöda
Nöda – miejscowość i gmina w Niemczech, w kraju związkowym Turyngia, w powiecie Sömmerda, wchodzi w skład wspólnoty administracyjnej Gramme-Vippach. Do 30 grudnia 2019 wchodziła w skład wspólnoty administracyjnej Gramme-Aue.